# Leitungswagen
Leitungswagen ist ein Begriff aus der Eisenbahntechnik und bezeichnet Wagen, die nur die Leitungen zu gewissen Einrichtungen führen, ohne diese Einrichtungen selbst zu besitzen. 
So hat der Bremsleitungswagen keine Bremse, die beim Abbremsen des Zuges wirksam wird, besitzt aber eine durchgehende Druckluft- oder Vakuum-Bremsleitung. Als Leitungswagen bezeichnet man auch einen Wagen mit Dampfleitungsrohren für die Dampfheizung, welcher aber keine eigenen Heizkörper besitzt. Es gibt ebenfalls Wagen mit elektrischer Heizleitung, jedoch ohne Heizeinrichtung. Die Heizleitungen sind erforderlich, um einen Wagen an beliebiger Stelle in Reisezüge einstellen zu können. Notwendig war das insbesondere bei Wagen für Reisegepäck und Expressgut und bei unbegleitet verkehrenden Bahnpostwagen, für die in diesem Fall billiger zu beschaffende und zu unterhaltende Güterwagen genutzt werden konnten.